# Indoprofene
Indoprofene (durante la fase sperimentale noto con la sigla K4277) è una molecola appartenente alla classe dei farmaci antinfiammatori non steroidei (FANS). Il farmaco, un derivato dell'acido fenilpropionico, è dotato di proprietà di tipo antinfiammatorio, analgesico e antipiretico. Indoprofene venne ritirato dal commercio nel 1980 dopo che la sorveglianza post-marketing evidenziò casi gravi e numerosi di sanguinamento gastrointestinale.

## Farmacodinamica
Indoprofene è un inibitore della sintesi delle prostaglandine, appartenente alla classe dei derivati arilpropionici. L'inibizione avviene attraverso il blocco dell'enzima prostaglandina-endoperossido sintasi, noto anche come cicloossigenasi.

## Farmacocinetica
Indoprofene dopo somministrazione per via orale viene rapidamente e ampiamente assorbito dal tratto gastrointestinale. La concentrazione plasmatica massima (Cmax) si raggiunge dopo circa 1-2 ore dalla assunzione. L'emivita di indoprofene nell'anziano è di circa 6-10 ore mentre nei soggetti in salute e giovani l'emivita appare essere di 2,3 ore. Il farmaco e i suoi metaboliti sono completamente escreti nelle urine entro 24 ore dalla somministrazione.

## Usi clinici
Indoprofene è indicato nel trattamento sintomatico del dolore anche di intensità moderata o grave. Il farmaco venne utilizzato nel trattamento del dolore neoplastico, così come nel trattamento della osteoartrosi, del reumatismo articolare, e dell'artrite reumatoide, e della spondilite anchilosante.